# Naturschutzgebiet Neuendorfer Moor
Koordinaten: 53° 39′ 22,5″ N, 11° 5′ 40,1″ O

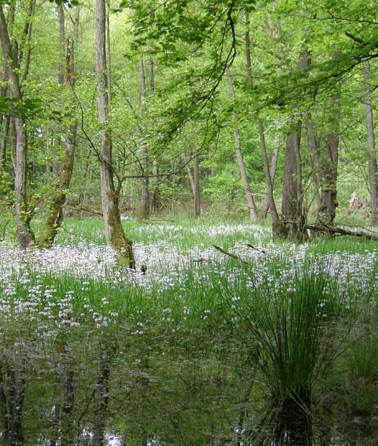
Neuendorfer Moor

Das Naturschutzgebiet Neuendorfer Moor ist ein Naturschutzgebiet in Mecklenburg-Vorpommern. Es befindet sich unweit nördlich von Neuendorf im Biosphärenreservat Schaalsee. Die Ausweisung erfolgte am 20. März 2004. Die Schutzgebietsverordnung wurde am 16. April 2007 erlassen. Nach fünf Jahren wurde 2008 ein Renaturierungsprojekt im Neuendorfer Moor abgeschlossen. Im Neuendorfer Moor beginnt der Flusslauf der Schilde.

## Pflanzen- und Tierwelt
Typische Pflanzen im Gebiet sind Torfmoose, Pfeifengras, Birken, Heidelbeere und Schilf sowie ein Fichten-Bestand auf trockeneren Lagen. Im Gebiet wurden neben 127 Moos- und 140 Pilzarten auch 26 Libellen-, 152 Käfer- und 300 Schmetterlingsarten ermittelt. Das Neuendorfer Moor ist ein bedeutender Brutplatz des Kranichs.